# Fårup Betonindustri
Fårup Betonindustri A/S er en dansk producent af betonelementer. Selskabet har 75 ansatte og omsætter for 80 mio. kr. 
Fårup Betonindustri A/S blev etableret i 1959 af tømrermester Carlo Knudsen, der i forvejen drev en tømrerforretning i stationsbyen Fårup, der ligger mellem Randers og Hobro. Virksomheden startede med at producere bloksten, rør og fliser, men allerede i 1965 påbegyndtes produktionen af leca-helvægselementer. Det blev starten til den nuværende produktion af betonelementer til byggeindustrien – bolig, landbrug, miljø og industri. 